# Антоніаді (місячний кратер)

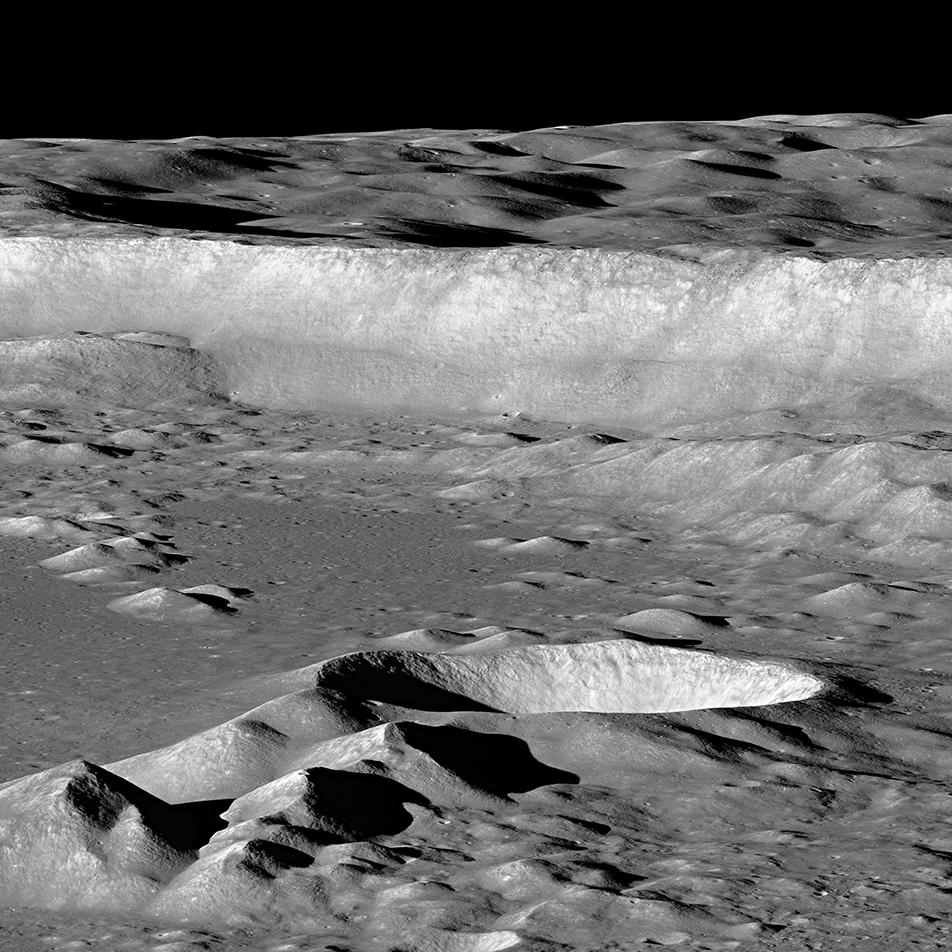
Косий вигляд частини інтер'єру Антоніаді з LRO. Менший кратер поблизу центру зображення містить найнижчу точку на Місяці.

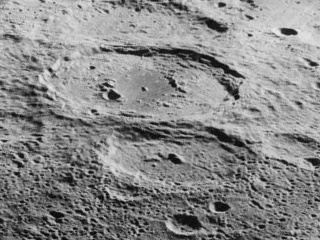
Зображення з Lunar Orbiter 5 на захід від Антоніаді (вище центру) і Нумерова (нижче центру)

Антоніаді — великий місячний ударний кратер, який лежить у південній півкулі на зворотному боці Місяця. Кратер перетинає південно-східний край кратера Міннаерт, трохи меншого утворення, яке значно більше еродоване. До східного краю Антоніаді примикає Нумеров, інший великий стародавній кратер, схожий на Міннаерт. На південь від Антоніаді є невеликий кратер Брашер.
Антоніаді — один із найбільших кратерів верхньоімбрійського періоду.

## Географія
Зовнішній край Антоніаді, як правило, круглий, з неправильним краєм, який має численні заглиблення по всьому периметру. Стіна лише злегка еродована, і зберігає чіткий вал і терасування на внутрішніх стінах. Лише один невеликий кратер, який можна побачити, лежить на внутрішній стіні біля південно-східного краю.
Антоніаді — один із небагатьох кратерів на Місяці, який має як друге внутрішнє кільце, так і центральну вершину. Це внутрішнє кільцеве утворення становить приблизно половину діаметра зовнішньої стіни, і зараз залишилися лише нерівні гірські сегменти кільця на півночі та півдні. Західна частина внутрішнього кільця майже не існує, а на сході залишилося лише кілька незначних пагорбів.
Дно біля внутрішньої стіни надзвичайно рівне та гладке, причому центральна вершина є єдиною помітною особливістю. Дно за межами внутрішнього кільця набагато грубіше за текстурою. Найпомітніший кратер на внутрішньому дні лежить на східному краю південного внутрішнього кільця.

### Найнижча точка на Місяці
Дно невеликого безіменного кратера в кратері Антоніаді було виміряно лазерним альтиметром (LALT) на борту японського супутника Selenological and Engineering Explorer (SELENE), є найнижчою точкою Місяця на місячній широті 70,43° пд., довготі 187,42° сх.д. Точка знаходиться на 9,178 км нижче середнього місячного геоїда. Вимірювання були підтверджені даними лазерної альтиметрії з орбітального апарату Чан'е-1, який додатково уточнив місцезнаходження до широти 70,368° пд.ш., довготи 172,413° зх.д.